# Vanessa Pose
Vanessa Gabriela Pose Levy (Caracas, Venezuela; 12 de marzo de 1990) es una actriz venezolana.

## Biografía
Vanessa Pose nació en Caracas, Venezuela. De padre uruguayo y de madre cubana. Vanessa tiene un hermano gemelo llamado Andrés, y un hermano mayor llamado Alejandro. Pose comenzó su carrera en 2005 con Con toda el alma, interpretando a María Victoria. Luego en 2007, participa en la exitosa telenovela venezolana Voltea pa' que te enamores, donde interpreta a Alegría.
Para el 2010, Pose se muda a Miami y pasa a la cadena Telemundo, dando vida a la protagonista de la telenovela de misterio ¿Dónde está Elisa?, compartiendo créditos con Sonya Smith, Gabriel Porras, Catherine Siachoque, Jorge Luis Pila, entre otros. 
Ese mismo año inicia una participación en la telenovela Aurora, dando vida a Vicky Hutton, hija de la actriz Vanessa Miller, compartiendo créditos con Sara Maldonado, nuevamente con Jorge Luis Pila, Aylin Mujica, Eugenio Siller, entre otros. Para el 2012, obtiene un protagónico juvenil junto a Jon Ecker en la telenovela Corazón valiente, dando vida a Emma Arroyo, al lado de José Luis Reséndez, Adriana Fonseca, nuevamente con Aylin Mujica, Ximena Duque, Gabriel Porras, Brenda Asnicar entre otros.

## Trayectoria
| Año       | Proyecto                   | Personaje                             | Cadena         |
| --------- | -------------------------- | ------------------------------------- | -------------- |
| 2017      | Mariposa de Barrio         | Chiquis Rivera                        | Telemundo      |
| 2017      | El Comandante              | Marisela Sánchez                      | RCN Televisión |
| 2012-2013 | Corazón valiente           | Emma Arroyo / Emma Ferrara de Peralta | Telemundo      |
| 2010-2011 | Aurora                     | Victoria "Vicky" Hutton Miller        | Telemundo      |
| 2010      | ¿Dónde está Elisa?         | Elisa Altamira Riggs                  | Telemundo      |
| 2006-2007 | Voltea pa' que te enamores | Alegría Guzmán                        | Venevisión     |
| 2005-2006 | Con toda el alma           | María Victoria "Vicky" Briceño        | Venevisión     |

Webnovela
- Y vuelvo a ti (2011)...Marisela